# João 10

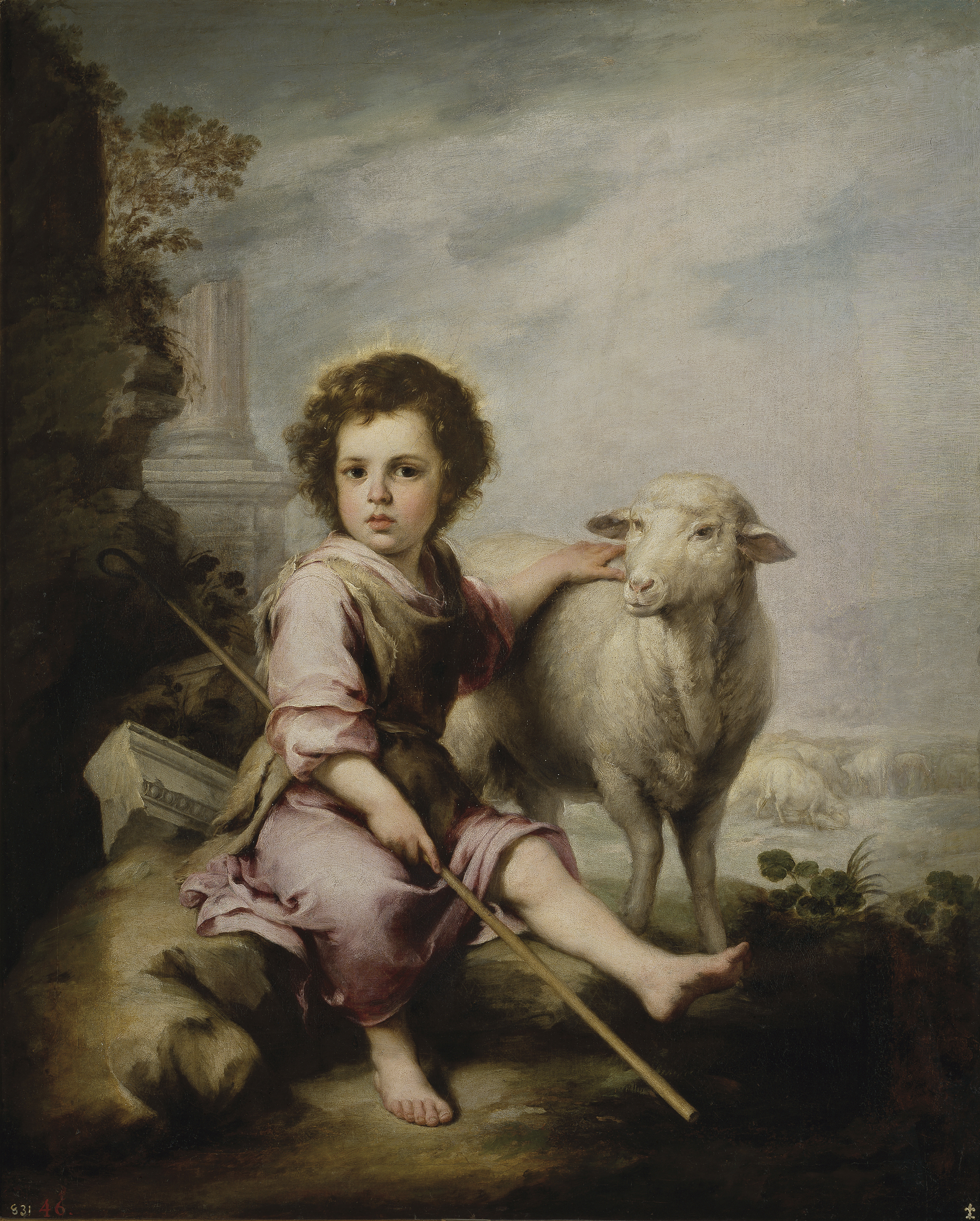
Bom Pastor, tema central de João 10.
1660. Por Murillo, atualmente no Museu do Prado, em Madrid.

João 10 é o décimo capítulo do Evangelho de João no Novo Testamento da Bíblia. Jesus termina sua viagem a Jerusalém e foge para as margens do rio Jordão.

## Parábola do Bom Pastor
Em João 10:1–21, Jesus aparece como o "Bom Pastor" que dá a sua vida por suas ovelhas e também como a "porta" («Eu sou a porta. Se alguém entrar por mim, será salvo; e entrará, sairá e achará pastagem.» (João 10:9)).

## Jesus declara sua divindade
Depois da perícopa do Bom Pastor, Jesus, durante a festa de Chanucá, novamente se vê discutindo com os fariseus em Jerusalém. Em meio à discussão, declara sua divindade: «Eu vo-lo disse, e não credes; as obras que eu faço em nome de meu Pai, dão testemunho de mim; mas vós não credes, porque não sois das minhas ovelhas. As minhas ovelhas ouvem a minha voz; eu as conheço, e elas me seguem. Eu lhes dou a vida eterna, e nunca jamais hão de perecer, e ninguém as arrebatará da minha mão. Aquilo que meu Pai me tem dado, é maior do que tudo; e ninguém pode arrebatá-lo da mão do Pai. Eu e meu Pai somos um.» (João 10:25–30)
Os fariseus, furiosos, apanham pedras para atirar em Jesus e tentam prendê-lo. Finalmente, ele escapa para «o lugar onde João batizava no princípio» (João 10:40) e lá continuou sua pregação.